# Photo Araba
Photo Araba es un repositorio fotográfico, adscrito al Servicio de Archivo y Gestión Documental de la Diputación Foral de Álava.

## Descripción
Nacido el 10 de junio de 2022 y parte de los servicios que ofrece el Servicio de Archivo y Gestión Documental de la Diputación Foral de Álava, tiene como objetivo «dar a conocer el pasado de Álava a través de imágenes históricas». En diciembre de ese mismo año, alcanzó las 100 000 imágenes digitalizadas. Entre las colecciones que se incluyen en el catálogo, destacan las de instantáneas tomadas por los fotógrafos Gerardo López de Guereñu Galarraga y Alberto Schommer Koch. Existen también algunas temáticas, como la dedicada a los Miñones de Álava.